# Papratište
Papratište (en serbe cyrillique : Папратиште) est un village de Serbie situé dans la municipalité de Požega, district de Zlatibor. Au recensement de 2011, il comptait 209 habitants.

## Démographie
| 1948 | 1953 | 1961 | 1971 | 1981 | 1991 | 2002 | 2011 |
| ---- | ---- | ---- | ---- | ---- | ---- | ---- | ---- |
| 709  | 713  | 663  | 548  | 454  | 363  | 291  | 209  |

|  |